# Delta-klass
För andra betydelser, se Delta (olika betydelser).
Delta-klass var/är en serie strategiska ubåtsklasser byggda av Sovjetunionen under det kalla kriget. Delta-klasserna är bestyckad med ballistiska robotar och var konstruerade för att slå ut amerikanska städer, industrier och militära anläggningar i händelse av ett kärnvapenkrig.
Totalt konstruerades fyra stycken olika klasser, alla mycket lika varandra, men var och en med olika uppdrag och syfte. Efter kalla krigets slut övergick samtliga ubåtar ur klasserna till den ryska flottan där ett antal tjänstgör än idag.

## Projekt 667BMurena(Delta I)

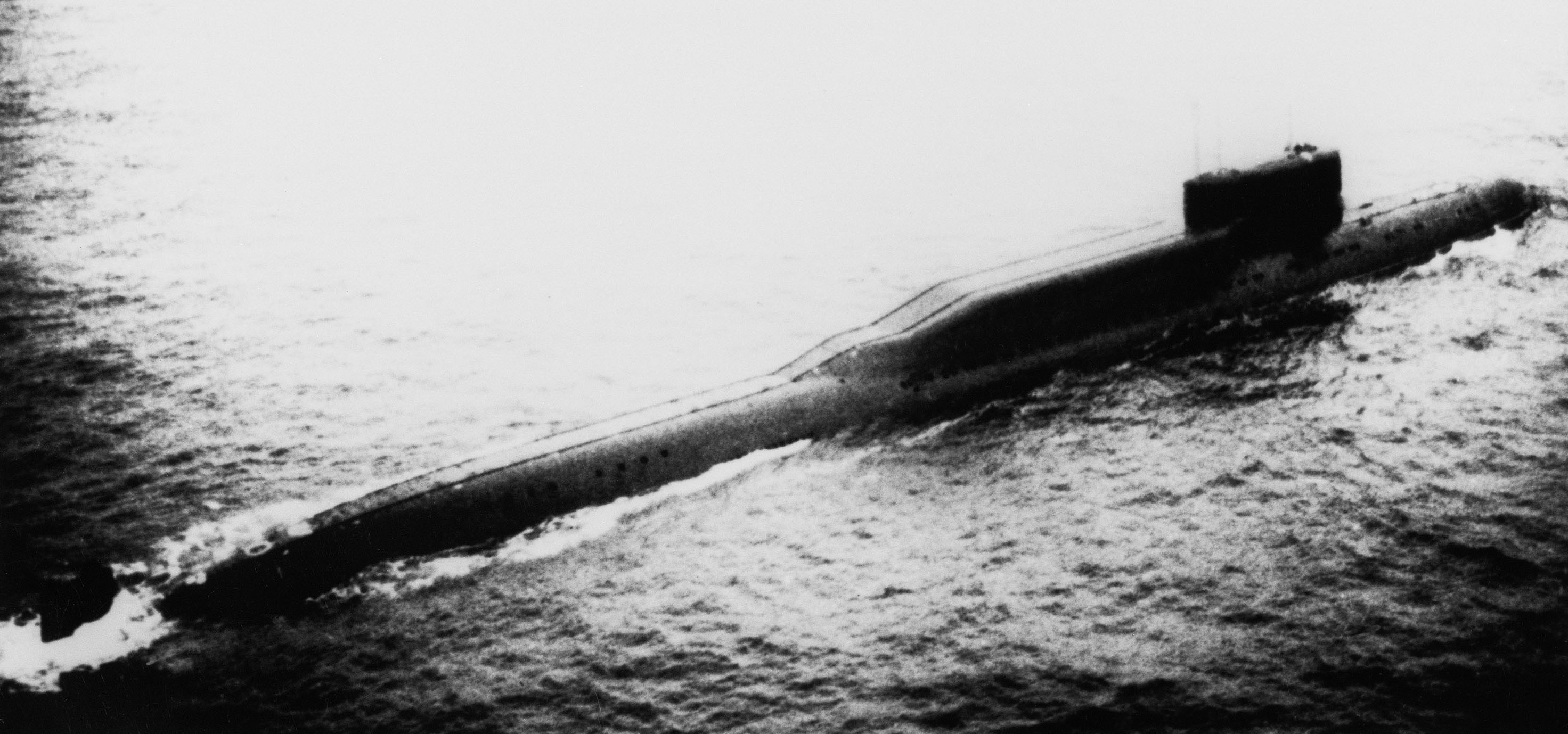
Ubåt av Murena-klass.

Projekt 667B Murena började sin utveckling 1965 då Sovjet sökte en ny generations ubåt som kunde avfyra sina robotar mot USA utan att behöva passera Natos SOSUS (SOund SUrveillance System) barriär i mitten av Nordatlanten.
1972 kom den första ubåten ur Murena-klassen i tjänst hos Sovjetunionens nordligaste flottbas. Den bar på ett nytt utvecklad navigationssystem kallat Topol-B och även ett avancerat satellitnavigationssystem med namnet Cyclone-B. Klassen var bestyckad med 12 ballistiska robotar av modellen R-29 (SS-N-8 Sawfly) som hade en maximal räckvidd på 7700 km.
Totalt konstruerades 18 ubåtar i Murena-klassen. Dessa fortsatte att tjänstgöra ända fram till Sovjetunionens sammanbrott för att sedan fortsätta i tjänst hos den ryska flottan fram till mitten av 1990-talet. 1998 togs den sista ubåten av Murena-klassen ur bruk för att sedan skrotas.

## Projekt 667BDMurena-M(Delta II)

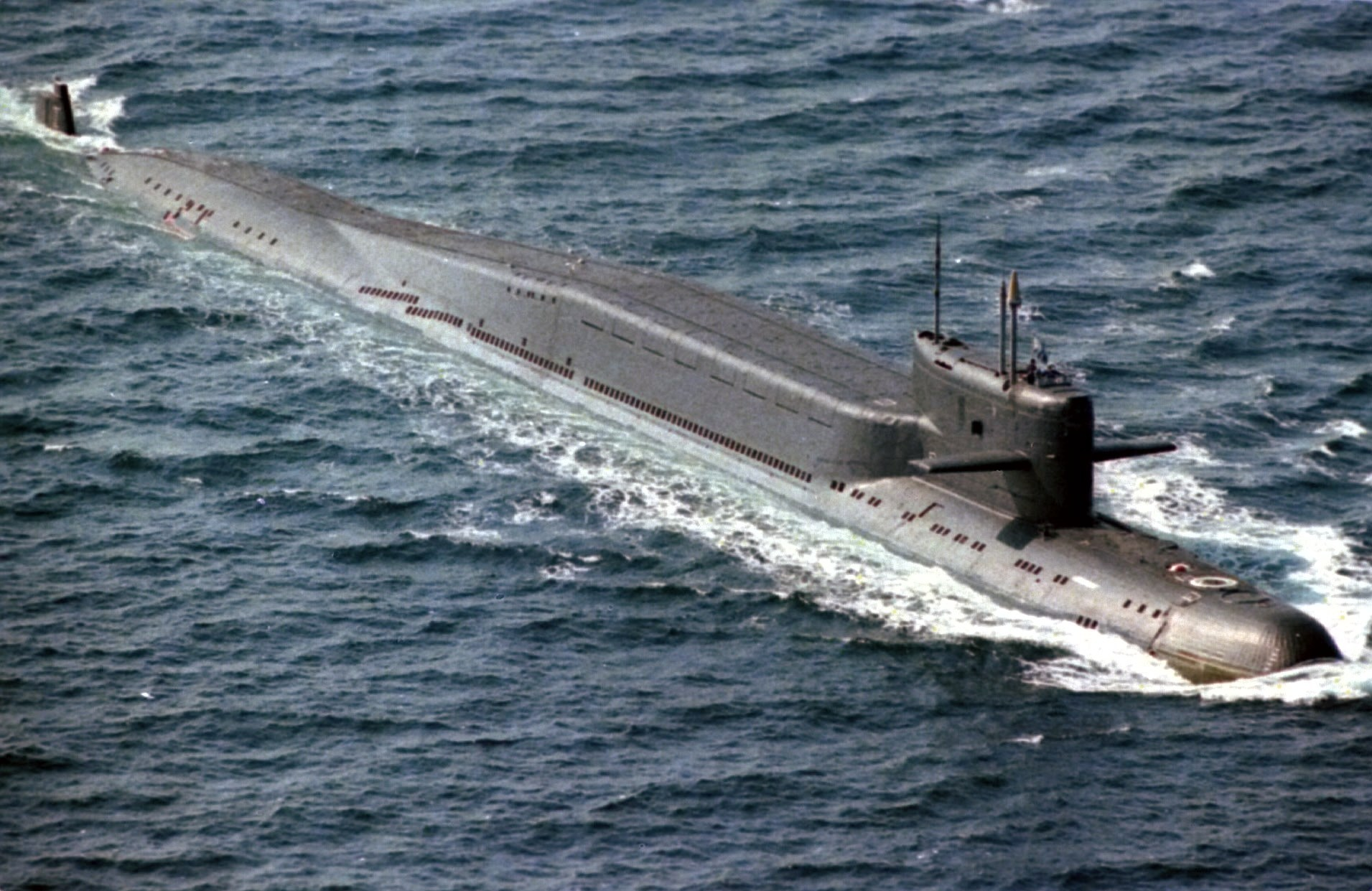
Murena-M.

Murena-M-klassen var en vidareutveckling av Murena-klassen. Murena-M byggde på samma skrovdesign som Murena, med vissa förändringar. Bland annat hade man ökat längden på ubåten med 16 meter vilket gjorde att fyra stycken extra robottuber till de ballistiska robotarna kunde läggas till. Man hade också gett Murena-M-klassen en tystare framdrivning genom att på olika sätt maskera flera system med ett nytt sorts gummi. Utöver detta så utökade man antalet torpedtuber med fyra stycken.
Den första ubåten ur Murena-M-klassen togs i bruk 1975 och inom några år hade tre systerfartyg kommit i tjänst. Efter det att den fjärde Murena-M-ubåten hade tagits i bruk så gick man ifrån denna klass för att istället övergå till Kalmar-klassen.
De sista ubåtarna ur Murena-M-klassen togs ur tjänst 1996 då de sedan några år hade tillhört den ryska flottan.

## Projekt 667BDRKalmar(Delta III)

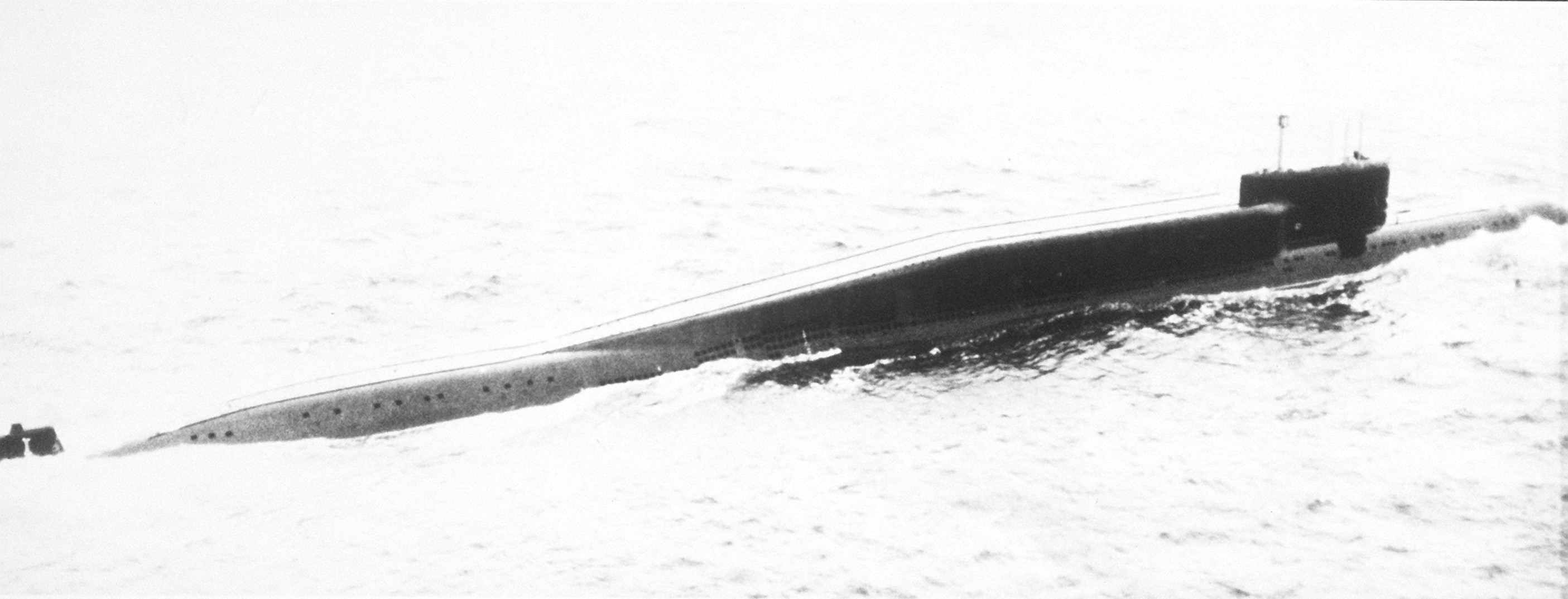
En ubåt av Kalmar-klassen.

Kalmar-klassen var ett stort steg framåt för den sovjetiska stridsmakten. Den var den första ubåten som kunde avfyra alla sina ballistiska robotar på en gång. Dessa robotar var även först i världen med att bära mer än en kärnstridsspets (MIRV). Kalmar-klassen hade också fått ett nytt styrsystem till sina torpeder som, när det lanserades, ansågs vara ett av världens bästa. Allt detta gjorde att Kalmar-klassen ansågs vara extremt slagkraftig och kom att bli ett stort hot för Natos styrkor.
Den första ubåten ur klassen togs i bruk 1976 och totalt byggdes 14 ubåtar varav minst fem stycken fortfarande tjänstgör i den ryska flottan. Ett flertal av de ubåtar som nu tjänstgör låg länge i den ryska marinreserven. Att man åter tog dessa i bruk i början av 2000-talet tros vara brist på nya ubåtar då bland annat arbetet med Rysslands nya strategiska ubåtsklass, Borej-klassen, har dragit ut på tiden. Med detta sagt så är det planerat att Kalmar klassen ska tas ur tjänst inom de närmsta åren för att ersättas av den nyare Borej-klassen.

## Projekt 667BDRMDelfin(Delta IV)

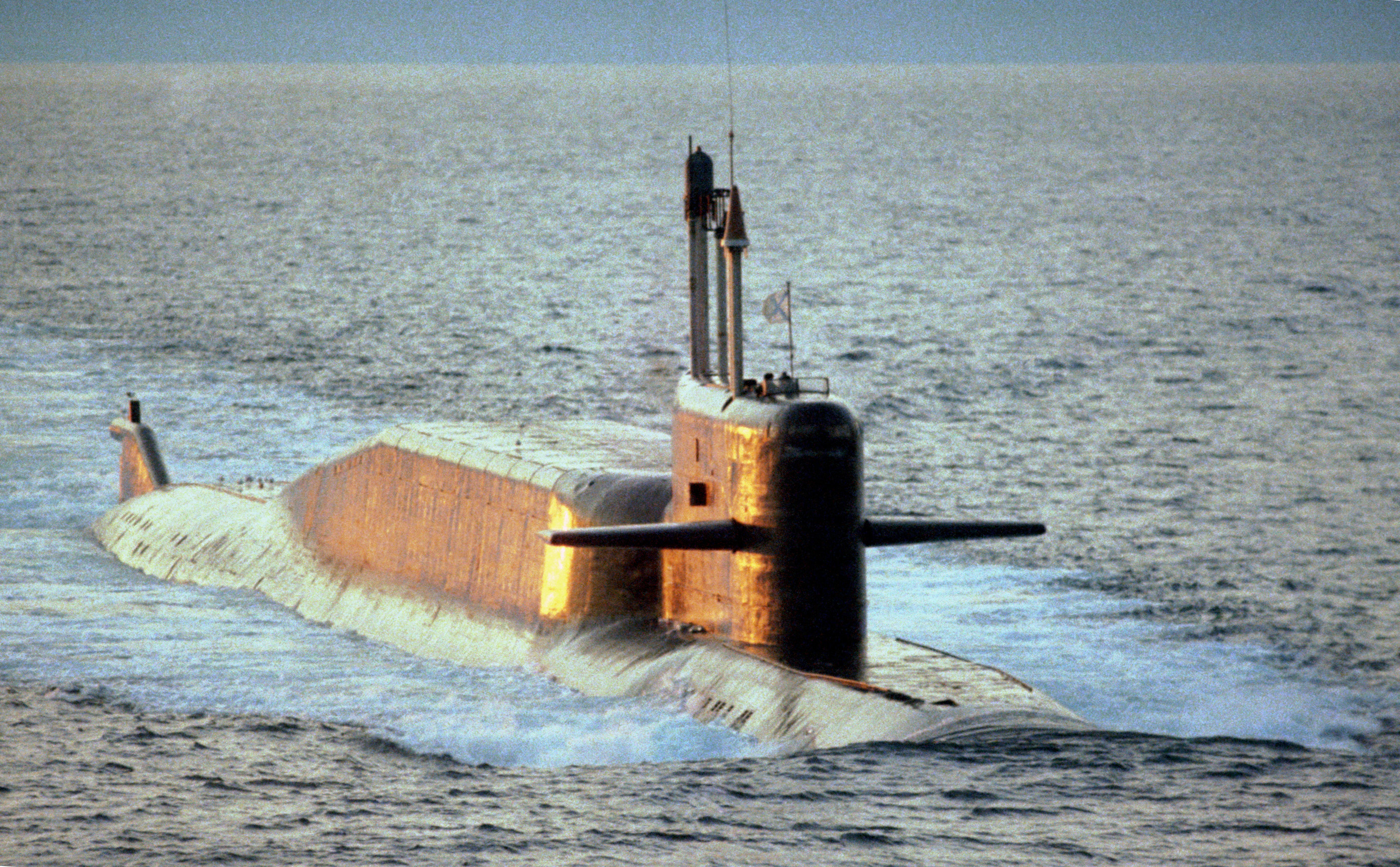
Ubåt ur Delfin-klass.

Delta IV är den sista ur Delta-klassen. Utvecklingen av denna klass hade påbörjats under det sena 1970-talet och mellan åren 1985–1992 levererades sju stycken ubåtar till den sovjetiska/ryska flottan. Delfin-klassen hade fått en ännu tystare framdrivning än sina föregångare. För att lyckats med detta så hade flera system såsom framdrivningen isolerats i de inre delarna av ubåten. Man hade även utvecklat en ny typ av propeller som med sina fem blad kraftigt minskade oljud under färd.
Delfin bär på 16 stycken ballistiska robotar och liksom på Kalmar-klassen är dessa bestyckade med flera kärnstridsspetsar. Man kan som tidigare avfyra alla robotar på samma gång men nu även under färd och i undervattensläge.
Idag tjänstgör sex Delfin-ubåtar i den ryska flottan. Dessa genomgår nu moderniseringar och kommer förmodligen hållas i tjänst långt in på 2010-talet för att efter hand ersättas av den nya Borej-klassen. I januari 2008 hade fyra av de sex Delfin-ubåtarna genomgått uppgraderingar och skrovförbättringar. De har också fått nya ballistiska robotar av typen R-29RMU2 Sineva.